# アンダーウッドステークス
アンダーウッドステークス（Underwood Stakes）とはオーストラリアビクトリア州メルボルン郊外のコーフィールド競馬場で行われる競馬の競走である。

## 概要
グループ制ではG1に類される。施行距離は芝1800メートルで、出走条件は3歳以上馬。オーストラリアの競馬シーズン最初の中距離G1である。また、コックスプレートのプレップレースとして出走してくる馬も多い。
なお、本競走を優勝するとコーフィールドカップへの優先出走権が与えられることになっている。

## 近年の勝ち馬
- 2024 - Buckaroo[1]
- 2023 - Alligator Blood[2]
- 2022 - Alligator Blood[3]
- 2021 - Zaaki　[4]
- 2020 - Russian Camelot[5]
- 2019 - Black Heart Bart[6]
- 2018 - Homesman[7]
- 2017 - Bonneval[8]
- 2016 - Black Heart Bart[9]
- 2015 - Mourinho[10]
- 2014 - Foreteller[11]
- 2013 - It's a Dundeel
- 2012 - Ocean Park
- 2011 - Lion Tamer
- 2010 -	So You Think
- 2009 -	Heart Of Dreams
- 2008 -	Weekend Hussler
- 2007 - Rubiscent
- 2006 - El Segundo
- 2005 - Perlin
- 2004 - Elvstroem
- 2003 - Mummify
- 2002 - Northerly
- 2001 - Northerly